# KNVB-Pokal 1993/94
Der KNVB-Pokal 1993/94 war die 76. Auflage des niederländischen Fußball-Pokalwettbewerbs. An ihr nahmen die 18 Mannschaften der Eredivisie, die 18 Teams der Eerste Divisie und 27 Vertreter aus dem Amateurbereich teil.
Pokalsieger wurde Feyenoord Rotterdam. Das Team setzte sich im Finale gegen NEC Nijmegen durch. Der Sieger erhielt einen Startplatz im Europapokal der Pokalsieger.

## Modus
Alle Begegnungen wurden in einem Spiel entschieden. Bei unentschiedenem Ausgang gab es eine Verlängerung von zweimal 15 Minuten und gegebenenfalls ein Elfmeterschießen. Die elf besten Teams der Eredivisie 1992/93 und die 18 Clubs der Eerste Divisie 1993/94 stiegen erst in der 2. Runde ein.

## 1. Runde
In dieser Runde trafen 20 Amateurvereine aufeinander.
| Datum      |                     | Ergebnis  |                     |
| ---------- | ------------------- | --------- | ------------------- |
| 28.08.1993 | ADO '20 Heemskerk   | 3:4       | SV Huizen           |
| 28.08.1993 | Excelsior Maassluis | 1:2       | VV IJsselmeervogels |
| 28.08.1993 | SC Genemuiden       | 0:5       | AFC Amsterdam       |
| 28.08.1993 | FC Lisse            | 7:1       | VV Appingedam       |
| 28.08.1993 | K.v.v. Quick Boys   | 1:3       | ACV Assen           |
| 28.08.1993 | SDV Barneveld       | 6:2 n. V. | WHC Wezep           |
| 29.08.1993 | Be Quick 1887       | 1:3       | RKSV Halsteren      |
| 29.08.1993 | BVV Den Bosch       | 1:5       | VSV TONEGIDO        |
| 29.08.1993 | SV Meerssen         | 1:2       | SV De Treffers      |
| 29.08.1993 | SV Panningen        | 2:4       | Achilles ’29        |

## 2. Runde
Teilnehmer: Die zehn Sieger der 1. Runde, sieben weitere Amateure, die 18 Vereine der Eerste Divisie 1993/94, die vier Mannschaften, die die Erstligasaison 1992/93 mit Platz 12 bis 15 beendeten, sowie die drei Aufsteiger in die Eredivisie 1993/94.
| Datum      |                        | Ergebnis              |                          |
| ---------- | ---------------------- | --------------------- | ------------------------ |
| 08.10.1993 | VV IJsselmeervogels    | 1:2 n. V.             | Go Ahead Eagles Deventer |
| 09.10.1993 | Cambuur Leeuwarden     | 0:1                   | Sparta Rotterdam         |
| 09.10.1993 | ADO Den Haag           | 5:2                   | ACV Assen                |
| 09.10.1993 | AZ Alkmaar             | 2:0                   | SV Huizen                |
| 09.10.1993 | VV Eindhoven           | 1:2                   | BV De Graafschap         |
| 09.10.1993 | BVO Emmen              | 2:0                   | FC Zwolle                |
| 09.10.1993 | Excelsior Rotterdam    | 6:0                   | Kozakken Boys            |
| 09.10.1993 | FC Den Bosch           | 3:0                   | VSV TONEGIDO             |
| 09.10.1993 | Helmond Sport          | 3:1                   | Achilles ’29             |
| 09.10.1993 | SC Heracles Almelo '74 | 2:0                   | Quick '20 Oldenzaal      |
| 09.10.1993 | VV Katwijk             | 2:5                   | Fortuna Sittard          |
| 09.10.1993 | NAC Breda              | 5:2                   | AFC Amsterdam            |
| 09.10.1993 | NEC Nijmegen           | 2:1                   | FC Lisse                 |
| 09.10.1993 | RBC Roosendaal         | 1:0                   | FC Groningen             |
| 09.10.1993 | SDV Barneveld          | 1:5                   | SC Heerenveen            |
| 09.10.1993 | BV Veendam             | 2:3                   | VV Lunteren              |
| 09.10.1993 | VVV-Venlo              | 5:3                   | VV Geldrop               |
| 10.10.1993 | SV De Treffers         | 2:1 n. V.             | Vitesse Arnheim          |
| 10.10.1993 | HFC Haarlem            | 1:2                   | SC Telstar 1963          |
| 10.10.1993 | RKSV Halsteren         | 0:2                   | SVV/Dordrecht '90        |
| 10.10.1993 | USV Holland            | 3:3 n. V. (4:3 i. E.) | TOP Oss                  |

## 3. Runde
In dieser Runde stiegen die besten elf Teams der Eredivisie 1992/93 ein.
| Datum      |                          | Ergebnis              |                     |
| ---------- | ------------------------ | --------------------- | ------------------- |
| 10.11.1993 | Ajax Amsterdam           | 8:3                   | SC Heerenveen       |
| 10.11.1993 | AZ Alkmaar               | 2:0                   | Fortuna Sittard     |
| 10.11.1993 | BV De Graafschap         | 2:1 n. V.             | Vitesse Arnheim     |
| 10.11.1993 | SV De Treffers           | 1:3                   | NEC Nijmegen        |
| 10.11.1993 | Excelsior Rotterdam      | 2:3 n. V.             | Feyenoord Rotterdam |
| 10.11.1993 | FC Utrecht               | 2:3                   | FC Den Bosch        |
| 10.11.1993 | Go Ahead Eagles Deventer | 2:3                   | ADO Den Haag        |
| 10.11.1993 | Helmond Sport            | 1:0 n. V.             | Roda JC Kerkrade    |
| 10.11.1993 | SC Heracles Almelo '74   | 0:0 n. V. (0:3 i. E.) | Willem II Tilburg   |
| 10.11.1993 | MVV Maastricht           | 5:3 n. V.             | VV Lunteren         |
| 10.11.1993 | NAC Breda                | 3:2 n. V.             | VVV-Venlo           |
| 10.11.1993 | RKC Waalwijk             | 4:0                   | RBC Roosendaal      |
| 10.11.1993 | SC Telstar 1963          | 2:1                   | FC Volendam         |
| 11.11.1993 | Sparta Rotterdam         | 2:2 n. V. (2:4 i. E.) | PSV Eindhoven       |
| 14.11.1993 | USV Holland              | 1:7                   | FC Twente Enschede  |
| 15.11.1993 | SVV/Dordrecht '90        | 6:2                   | BVO Emmen           |

## Achtelfinale
| Datum      |                   | Ergebnis |                     |
| ---------- | ----------------- | -------- | ------------------- |
| 15.12.1993 | Ajax Amsterdam    | 4:1      | FC Twente Enschede  |
| 15.12.1993 | Helmond Sport     | 1:0      | FC Den Bosch        |
| 15.12.1993 | NEC Nijmegen      | 2:0      | BV De Graafschap    |
| 15.12.1993 | PSV Eindhoven     | 2:1      | Willem II Tilburg   |
| 15.12.1993 | RKC Waalwijk      | 2:1      | SC Telstar 1963     |
| 09.01.1994 | SVV/Dordrecht '90 | 0:2      | Feyenoord Rotterdam |
| 12.01.1994 | ADO Den Haag      | 5:1      | MVV Maastricht      |
| 12.01.1994 | NAC Breda         | 3:2      | AZ Alkmaar          |

## Viertelfinale
| Datum      |                | Ergebnis  |                     |
| ---------- | -------------- | --------- | ------------------- |
| 09.02.1994 | ADO Den Haag   | 1:3       | NEC Nijmegen        |
| 09.02.1994 | Ajax Amsterdam | 7:1       | Helmond Sport       |
| 09.02.1994 | NAC Breda      | 1:0 n. V. | PSV Eindhoven       |
| 09.02.1994 | RKC Waalwijk   | 2:4       | Feyenoord Rotterdam |

## Halbfinale
| Datum      |                | Ergebnis |                     |
| ---------- | -------------- | -------- | ------------------- |
| 09.03.1994 | NAC Breda      | 0:3      | Feyenoord Rotterdam |
| 20.03.1994 | Ajax Amsterdam | 1:2      | NEC Nijmegen        |

## Finale
| Feyenoord Rotterdam                 | Feyenoord Rotterdam | NEC Nijmegen | NEC Nijmegen |
| ----------------------------------- | --- | --- | ------------ |
| Feyenoord Rotterdam                 | \| 12. Mai 1994 in Rotterdam (De Kuip) \| \| Ergebnis: 2:1 (1:0) \| \| Zuschauer: 43.000 \| \| Schiedsrichter: Mario van der Ende \| \| Spielbericht \|                                                                             | \| 12. Mai 1994 in Rotterdam (De Kuip) \| \| Ergebnis: 2:1 (1:0) \| \| Zuschauer: 43.000 \| \| Schiedsrichter: Mario van der Ende \| \| Spielbericht \|                                                                                      | NEC Nijmegen |
| Feyenoord Rotterdam                 | Ed de Goey – Ulrich van Gobbel, John de Wolf , Henk Fraser, Ruud Heus – Arnold Scholten, Peter Bosz (46. Rob Maas), Rob Witschge, Gaston Taument – Henrik Larsson (71. John van Loen), Regi Blinker Cheftrainer: Willem van Hanegem | Wilfried Brookhuis – Chris van der Weerden, Carlos Aalbers, Cees van der Linden, Erik Stock – Ulrich Cruden, Kees van Wonderen, Joffrey Kooistra, Bennie Dekker – Cees Lok , Carlos van Wanrooij (74. Marco de Jong) Cheftrainer: Jan Pruijn | NEC Nijmegen |
| Feyenoord Rotterdam                 | 1:0 Ruud Heus (7., Foulelfmeter) 2:0 John van Loen (81.) | 2:1 Bennie Dekker (90.) | NEC Nijmegen |
| Feyenoord Rotterdam                 | John de Wolf, Henk Fraser, Ruud Heus | Wilfried Brookhuis, Erik Stock | NEC Nijmegen |
| 12. Mai 1994 in Rotterdam (De Kuip) | | |              |
| Ergebnis: 2:1 (1:0)                 | | |              |
| Zuschauer: 43.000                   | | |              |
| Schiedsrichter: Mario van der Ende  | | |              |
| Spielbericht                        | | |              |